# Pachino
Pachino ist eine Stadt im Freien Gemeindekonsortium Syrakus in der Region Sizilien in Italien mit 21.840 Einwohnern (Stand 31. Dezember 2023).

## Lage und Daten
Pachino liegt 53 Kilometer südwestlich von Syrakus. Die Einwohner arbeiten hauptsächlich in der Landwirtschaft im Wein- und Tomatenanbau (Pomodoro di Pachino) sowie in der Fischerei im Ortsteil Marzamemi.
Die Nachbargemeinden sind Portopalo di Capo Passero, Rosolini, Pozzallo, Ispica und Noto.
Nachdem der Bahnverkehr nach Pachino 1985 eingestellt wurde, ist die Stadt heute nur noch über die Straße zu erreichen.
Einer der besten Surfspots Siziliens befindet sich bei Pachino, an der Südostspitze der Insel. Ein ca. 400 Meter breiter Sandstrand, eingebettet zwischen zwei Felszungen die weit ins Meer ragen. Der Untergrund steigt von der Meerseite stark an, was sehr hohe Wellen hervorruft. Hier türmen sich bis zu drei Meter hohe Wellen an, je nach Wellengang. In der danebenliegenden Bucht sind die Wellen gemäßigter.

## Geschichte
Schon in vorgeschichtlicher Zeit haben hier Menschen gesiedelt. Der heutige Ort wurde 1758 gegründet. Einwohner aus Malta haben sich hier angesiedelt.

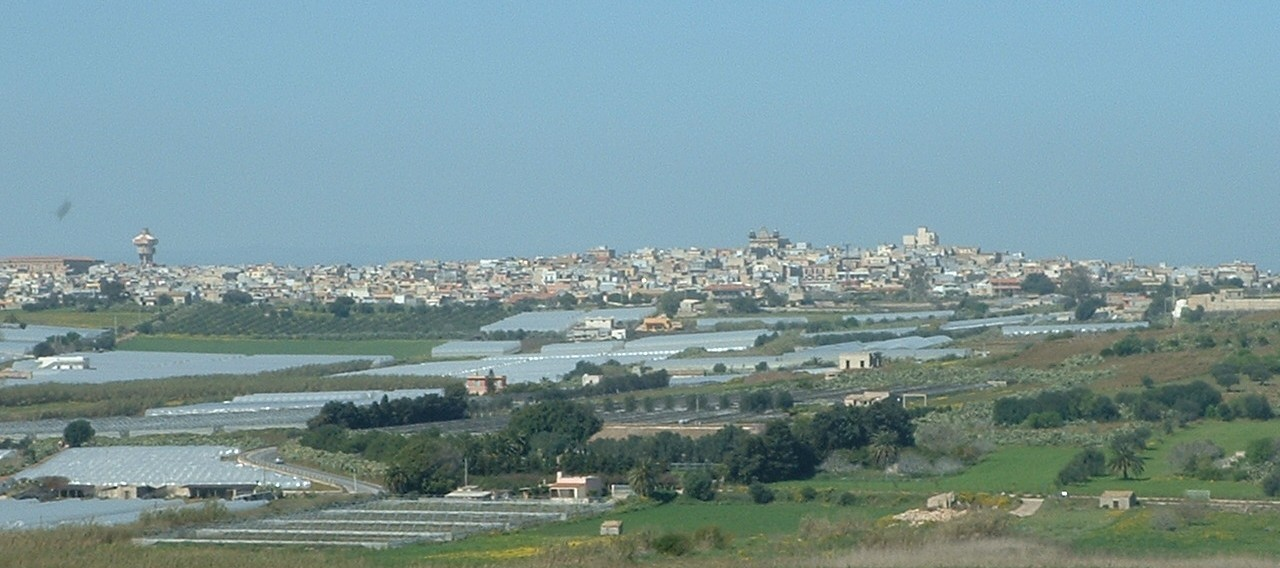
Panorama

## Sehenswürdigkeiten
- Der Strand (Morghella, Punta delle Formiche(Concerie), Costa dell’Ambra und Granelli) und die Küste von Pachino mit dem Ortsteil Marzamemi, einem ehemaligen Fischerdorf
- Riserva Naturale Oasi faunistica di Vendicari, ein Naturreservat nördlich von Pachino

## Persönlichkeiten
- Giuseppe Malandrino (1931–2025), römisch-katholischer Geistlicher, Bischof von Acireale (1979–1998) und Noto (1998–2007)

## Belege
1. ↑  Bilancio demografico e popolazione residente per sesso al 31 dicembre 2023. ISTAT. (Bevölkerungsstatistiken des Istituto Nazionale di Statistica, Stand 31. Dezember 2023).